# Radio Horizonte
Radio Horizonte fue una estación radial chilena. Transmitió en el 103.3 MHz del dial FM en Santiago de Chile entre los años 1985 y 2013, cerrando tras ser comprada por el holding Radiodifusión SpA (hoy RDF Media). En marzo de 2021, la compañía revivió la emisora de manera online a través de la web Horizonte.cl, para volver a cerrarla el 26 de octubre de 2023.

## Historia

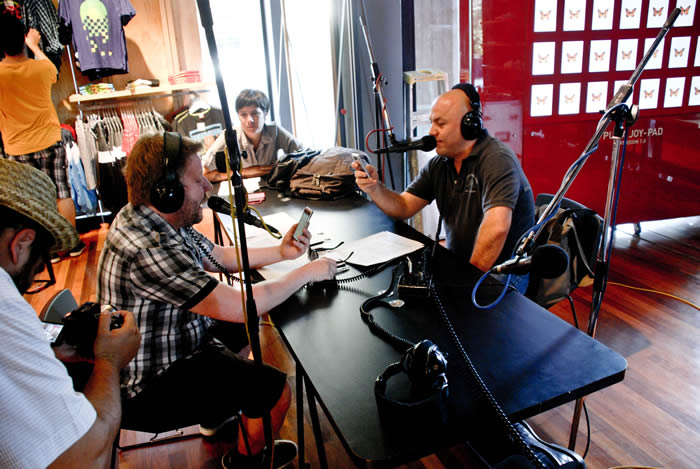
Werne Núñez y Juan Carlos Fau, locutores de "La venganza del pudú", entrevistando a la banda Jiminelson, el 9 de enero de 2012.

Desde sus inicios en enero de 1985, esta radio fundada por Julián García-Reyes Anguita, quien en esos años ya contaba con la exitosa Radio Concierto bajo su alero, funcionó como una estación de fácil escucha. Mayoritariamente programaba música anglo para un público adulto contemporáneo, incluyendo géneros como el pop, el soul, el R&B y el soft-rock, además de ofrecer programas de actualidad en diversos horarios a lo largo del día.
Horizonte siguió con esa misma línea intacta hasta septiembre de 2003 cuando inicia una marcha blanca que duraría hasta el 1 de septiembre de 2004, momento en que el mando de la estación radial pasó a manos del hijo de García-Reyes, Julián García-Reyes Subercaseaux. El nuevo director dio un giro completo a la estación y comenzó a enfocarse netamente en estilos más vanguardistas tales como la música alternativa, como rock independiente y los derivados de la electrónica, manteniendo también los clásicos de fines de los '80 y de la década del '90. Además, eliminó por completo la continuidad de mensajes espirituales El tesoro de las palabras que eran un sello distintivo de la estación y los reemplazó por frases trabajadas en conjunto con el publicista Rodrigo Bravo.
El segmento de la radio estaba centrado entre los 20 y 34 años de edad, pertenecientes a los grupos socioeconómicos alto y medio alto.
Desde a mediados de 2008, la emisora fue retirada en gran parte del país solo dejando señal en el Gran Valparaíso y Santiago. La mayoría de las frecuencias del norte del país fueron adquiridas por FM Okey, mientras que las del sur fueron reemplazadas por su emisora hermana Oasis FM. 
Desde junio de 2010 tras la renuncia de García-Reyes Subercaseaux, el director de Radio Horizonte fue Rodrigo Hurtado, quien hasta ese entonces trabajaba como libretista de la emisora y que anteriormente había estado a cargo de las piezas publicitarias de Horizonte desde su Agencia 016. El resto del equipo lo conformaban la productora general y locutora Rosario Grez, los redactores Guillermo Tupper y Nicolás Castro, los productores Manuel Gómez y Catalina Sateler y los post-productores, controles y programadores Max Looff y Rodrigo Zúñiga.

### Compra por parte de Canal 13 y salida del dial
En diciembre de 2011, se anuncia un contrato de promesa de compraventa o de transferencia de concesiones radiales de las radios Horizonte y Oasis por parte de Radiodifusión SpA, perteneciente al holding de Canal 13, controlado por el Grupo Luksic. Para ello, se presenta el respectivo informe de compra a la Fiscalía Nacional Económica (FNE) el 17 de enero de 2012. Sin embargo, el 11 de abril de ese año, la compra fue catalogada como desfavorable por parte del ente regulador.
El 12 de abril de 2012, el Tribunal de Defensa de la Libre Competencia (TDLC) inició un procedimiento de consulta por la eventual compra. Finalmente, el 27 de septiembre, el TDLC aprobó la adquisición de Comunicaciones Horizonte Ltda. por parte de Radiodifusión SpA.
El 1 de marzo de 2013, una columna en el Diario Pulso da a conocer la decisión del Grupo Luksic de poner fin a la emisión por aire de la radio desde la medianoche del día 19 del mismo mes, dejando a la actual estación solamente como una radio online y utilizando la frecuencia en un nuevo proyecto radial, llamado Top FM. Paralelamente, se hace público que la mayor parte de los locutores de la emisora han emigrado a otras estaciones, específicamente a las radios Rinoceronte.fm, Oasis y Zero. La radio finalizó transmisiones FM el 18 de marzo de 2013, teniendo en sus programas finales un enfoque a revisar grandes canciones que lograron notoriedad en la etapa alternativa de la radio; el último tema puesto al aire fue "Wake Up" de Arcade Fire.
Con la nueva administración, la marca Horizonte pasó a funcionar como señal online con solo música y sin anuncios publicitarios ni locuciones. Se mantuvo su estilo característico de música alternativa, independiente y emergente que tenía antes de la venta a Canal 13. Desde marzo de 2015, 13 Radios licencia la operación y marcas comerciales de Horizonte y Top FM a Mediastream. En 2016, las marcas Horizonte y Top FM vuelven a ser propiedad de Canal 13. Esto provocó una renovación de los contenidos de los sitios web. A mediados de mayo de 2017 Top y Horizonte dejan de emitir de manera online.

### Regreso online y nuevo cierre
Dentro de los planes de RDF Media para el 2021, estuvo el retorno de Radio Horizonte como un medio exclusivamente digital a través de la web Horizonte.cl, para lo cual se reclutó a una parte importante del equipo que formó parte de dicha estación en su última etapa en el dial FM, encabezado por su director Rodrigo Hurtado; los conductores Nicolás Castro e Ina Groovie y sus voces institucionales Rosario Grez y Mauro Torres. A ellos se sumaron el entonces conductor de Sonar FM, Alfredo Lewin; el ex-radio Zero, Fernando Mujica; Paty Leiva; la editora Florencia La Mura; los músicos Mariana Montenegro, Gonzalo Planet, Richard Coleman, Aldo Benincasa y Sam Maquieira; y el postproductor y controlador Francisco Romero.
Finalmente, el miércoles 31 de marzo de 2021, cerca de las 11:00 de la mañana y después de 8 años, la radio inicia nuevamente sus transmisiones en línea, y la primera canción en ser programada fue la misma con la que se despidió del dial FM: "Wake Up" de la banda "Arcade Fire".
Desde 2022, Horizonte.cl comenzó un declive paulatino de su producción editorial, mandatado por Gabriel Polgati, director de RDF Media. En noviembre sale de la radio Rodrigo Hurtado y, asume en su lugar, el entonces director de Play FM, Sergio Fortuño (ex director de las radios Concierto y Zero). A finales de ese año salen la voz institucional Mauro Torres, la editora Florencia La Mura y los locutores Alfredo Lewin y Fernando Mujica. Con esto comienza una reducción de sus programas al aire. En mayo sale del aire "Cocaví" de Ina Groovie y en sus últimos meses, la estación es liderada por Juan Ignacio Lara.
El jueves 26 de octubre de 2023, a través de sus redes sociales, Radio Horizonte anunció su cierre como emisora online. Los últimos programas emitidos al aire fueron "La Era Moderna" de Nicolás Castro y "Lo Fresh" de Milla Kemp. A las 00:00 horas del viernes 27 de octubre, la emisora finalizó sus transmisiones, la última canción emitida al aire fue Night Drive (Calm Mix) de Ministry Of Sound.
Actualmente tanto la página como la aplicación oficial de la emisora fueron removidas, los primeros días después de haber cerrado, ambas seguían funcionando y con acceso a sus programas y podcasts emitidos previamente. RDF Media, que controlaba a Radio Horizonte eliminó también todo el contenido de la emisora.

## Locutores institucionales
Durante sus años de existencia, contó con voces institucionales que le dieron un sello propio, entre las cuales destacaron Julián García-Reyes, Gabriel Salas, Freddy Hube y Jaime Suárez (continuidad, señal horaria y temperatura), hasta antes del fin de su primera etapa (septiembre de 2003), con clásicos de la música de los años '60, '70, '80 y '90. En su segunda etapa (2004-2013) se destacan las voces de Mauricio Torres y Rosario Grez, quienes también volvieron para la etapa online de RDF Media (2021-2023), junto al locutor comercial Patricio Gutiérrez. 